# Campionati europei di ciclismo su strada 2013 - Cronometro maschile Junior
La cronometro maschile Junior dei Campionati europei di ciclismo su strada 2013 si è svolta il 18 luglio 2013 a Frýdek-Místek, nella Repubblica Ceca, per un percorso di 23,5 km. La medaglia d'oro è stata vinta dal russo Nikolaj Čerkasov con il tempo di 27'45"51 alla media di 48,63 km/h, argento al belga Igor Decraene e a completare il podio il francese Rémi Cavagna.

## Classifica (Top 10)
| Pos. | Corridore          | Squadra   | Tempo    |
| ---- | ------------------ | --------- | -------- |
| 1    | Nikolaj Čerkasov   | Russia    | 27'45"51 |
| 2    | Igor Decraene      | Belgio    | a 1"     |
| 3    | Rémi Cavagna       | Francia   | a 42"    |
| 4    | Corentin Ermenault | Francia   | a 1'00"  |
| 5    | Sverre Frederiksen | Norvegia  | a 1'04"  |
| 6    | Brent Luyckx       | Belgio    | a 1'05"  |
| 7    | Michał Paluta      | Polonia   | a 1'10"  |
| 8    | Pontus Kastemyr    | Svezia    | s.t.     |
| 9    | Mathias Krigbaum   | Danimarca | a 1'14"  |
| 10   | Fabián Brintrup    | Germania  | a 1'15"  |